# Mitrídates da Cólquida
Mitrídates (fl. 83 a.C.) era filho do rei Mitrídates VI (r. 123–63 a.C.) e de sua irmã-esposa Laódice. Foi nomeado por seu pai como governante da Cólquida, no mar Negro, mas depois removido e condenado à morte por suspeita de deslealdade.

## Nome
Mitridates (Μιθριδάτης, Mithridátēs), Mitradates (Μιθραδάτης, Mithradátēs), Meredates (Μερεδατης, Meredatēs), Meerdates (Meherdates) são as variantes gregas do persa antigo Mitradata (*Miθra-dāta-), "dado por Mitra". O nome foi registrado em parta (𐭌𐭕𐭓𐭃𐭕), persa médio e armênio (Միհրդատ) como Mirdate (Mihrdāt), em aramaico como Mitredate ("Mitredat", mtrdt) e em persa novo como Merdade (مهرداد, Mehrdâd).

## Vida

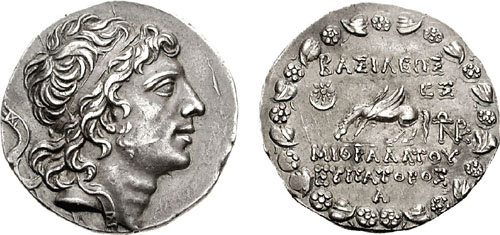
Tetradracma do rei

Mitrídates era o filho mais velho de Mitrídates VI, rei do Ponto, e de Laódice, a quem o rei executou por infidelidade. Mitrídates, "o mais jovem", serviu lealmente a seu pai na primeira guerra com a República Romana e sofreu derrota nas mãos do comandante romano Caio Flávio Fímbria em Ríndaco, na Ásia Menor, em 85 a.C.. O jovem Mitrídates fugiu para se juntar a seu pai em Pérgamo, mas ambos foram perseguidos por Fimbria até Pitane, de onde os dois Mitrídates conseguiram escapar por mar.
Após a guerra, Mitrídates VI teve de lidar com distúrbios entre os seus súbditos remotos, incluindo os da Cólquida, um país na costa oriental do mar Negro. Para a monarquia pôntica, Cólquida era um bem-chave, que fornecia mão de obra e matérias-primas. Os colcos, insatisfeitos com a administração anterior de seu país, solicitaram que o rei enviasse seu filho mais velho e herdeiro, Mitrídates, como seu governante. Quando Eupátor cedeu, os colcos voltaram à sua lealdade. A nomeação de Mitrídates, o Jovem, como governante provavelmente foi da mesma natureza que a nomeação simultânea de outro filho, Macares, como vice-rei do Bósforo. Mitrídates da Cólquida pode ter emitido suas próprias moedas, como um tesouro de pelo menos 119 moedas de bronze encontradas em Vani, na Geórgia.
O reinado do jovem Mitrídates foi recebido com tal demonstração de favor por parte de seus novos súditos que despertou o ciúme de seu pai. De acordo com o historiador romano Apiano, o rei do Ponto suspeitou que os acontecimentos na Cólquida foram provocados por seu filho "através de sua própria ambição de ser rei". (Ap. Mith. 9.64). Eupátor chamou de volta seu filho, colocou-o em confinamento, amarrado com grilhões de ouro, e mais tarde mandou matá-lo. Um oficial de confiança de Amaseia, Moafernes, tio-avô do geógrafo Estrabão, foi enviado para administrar a Cólquida.